# 疯狂大老千
瘋狂大老千（英語：Crazy Crooks）是1980年上映的愛情喜劇香港電影，由麥嘉執導、監製及主演。
本戲1980年2月14號至27號上映，總共收了三百一十二萬幾港幣票房。

## 演員表
- 石天 飾 冇皮柴
- 麥嘉 飾 光棍七
- 陳國權
- 陳龍
- 劉雅麗
- 鄭英豪
- 黃百鳴
- 容惠雯
- 杜少明
- 張國華
- 泰山
- 趙志凌
- 李壽祺
- 許瑩英
- 曾楚霖
- 區樹湛
- 何柏光
- 李忠強
- 曹濟
- 龐焯林
- 黃藝兒
- 許淑嫻
- 成運安
- 麥國漢
- 梁雄

## 主題曲
- 《瘋狂大老千》
  - 作曲：黎小田
  - 填詞：盧國沾
  - 歌手：甄妮

＝插曲＝
- 《孤星淚》
  - 作曲：黎小田
  - 填詞：盧國沾
  - 歌手：甄妮

## 外部連結
- Hong Kong Cinemagic網站上面《瘋狂大老千 （页面存档备份，存于）》的資料
- 香港影庫上《疯狂大老千》的資料（繁體中文）
- 豆瓣电影上《疯狂大老千》的資料 （简体中文）
- 互联网电影数据库（IMDb）上《疯狂大老千》的资料（英文）